# 三十八烷
三十八烷（英語：Octatriacontane），是含有38個碳原子的直鏈烷烴，化學式為C38H78，外觀為無色、透明的蠟狀固體。理论上，一共有8.96475x1012种三十八烷的异构体。